# Massacro di Wola
Il massacro di Wola (in polacco: Rzeź Woli) è il termine per quella che fu un'uccisione sistematica di un numero compreso tra le 40.000 e le 50.000 persone nel distretto polacco di Wola, ubicato nella capitale Varsavia, perpetrato dalle truppe naziste e dalle forze collaborazioniste durante la fase iniziale della Rivolta di Varsavia.
Dal 5 al 12 agosto 1944, decine di migliaia di civili polacchi, insieme a combattenti della resistenza armata Armia Krajowa, furono brutalmente e sistematicamente uccisi dai tedeschi in esecuzioni di massa organizzate in tutta Wola. I tedeschi ritenevano e anticiparono che queste atrocità avrebbero annientato la volontà di combattere degli insorti e avrebbero posto una fine rapida alla rivolta. Tuttavia, l'assoggettamento brutale di Wola non fece altro che irrobustire la resistenza polacca, e ci vollero altri due mesi di pesanti combattimenti perché i tedeschi riprendessero il controllo della città.

## Massacro
La Rivolta di Varsavia scoppiò il 1º agosto 1944. Durante i primi giorni la resistenza polacca riuscì a liberare la maggior parte di Varsavia sulla riva sinistra del fiume Vistola (una rivolta scoppiò anche nel distretto di Praga sulla riva destra ma fu rapidamente sedata dai tedeschi). Due giorni dopo l'inizio dei combattimenti, il generale delle SS Erich von dem Bach-Zelewski fu posto al comando di tutte le forze tedesche a Varsavia. Seguendo gli ordini provenienti da Heinrich Himmler di sopprimere la rivolta senza pietà, la sua strategia consistette nel ricorrere all'uso di tattiche di terrore contro gli abitanti di Varsavia. Gli ordini esplicitavano di non fare distinzioni tra civili ed insorti.
Gli ordini di Himmler affermavano esplicitamente che Varsavia doveva essere completamente distrutta e che la popolazione civile doveva essere sterminata.
Timothy Snyder, professore dell'Università di Yale, ha scritto che "i massacri a Wola non avevano nulla in comune con i comuni combattimenti... il rapporto tra civili e militari uccisi era più di mille a uno, anche se si contavano perdite militari su entrambi i fronti".

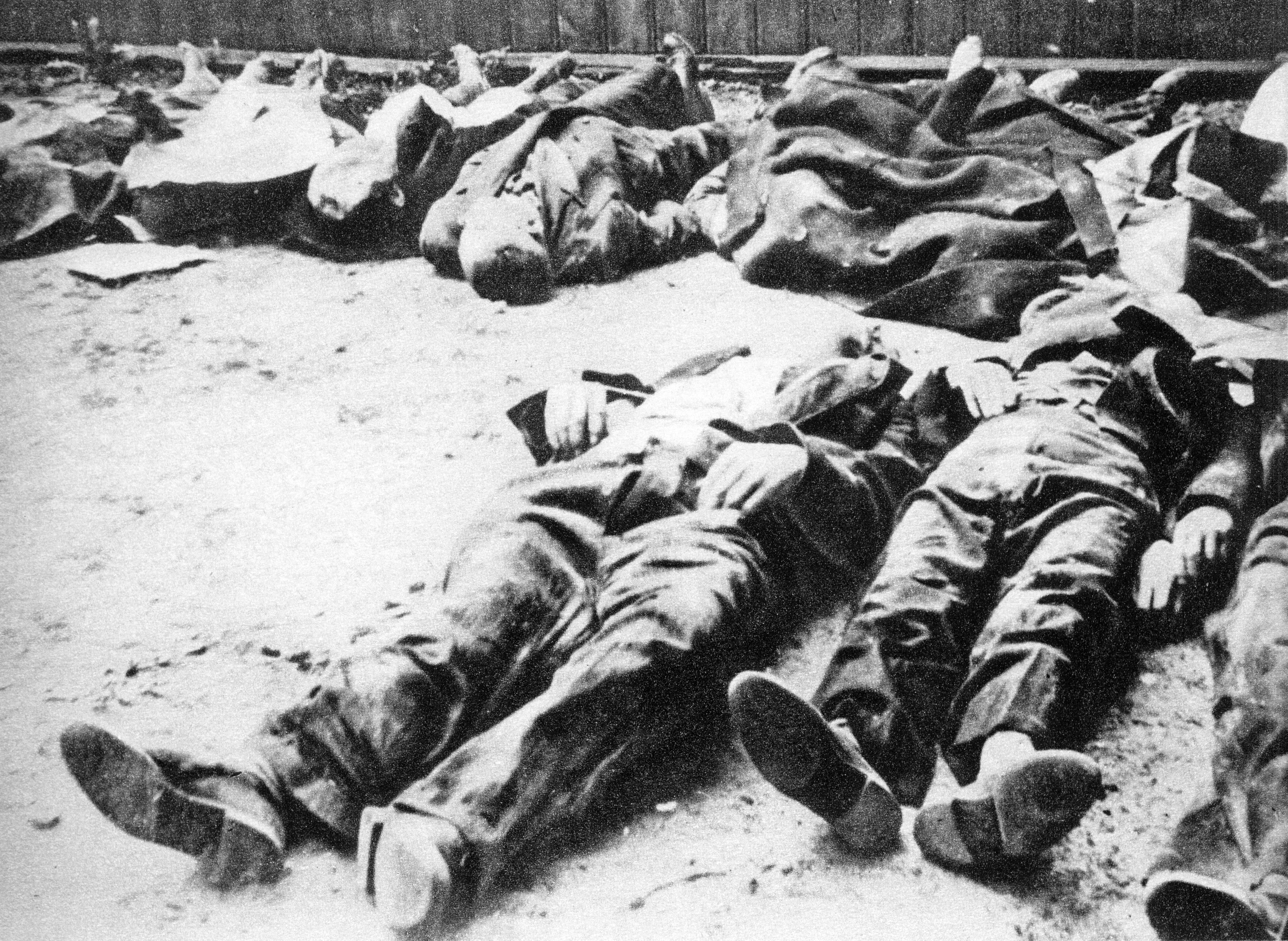
Civili polacchi sterminati durante il massacro di Wola, a Varsavia, nell'agosto 1944

Il 5 agosto, tre battaglioni tedeschi iniziarono la loro avanzata verso il centro città dalla periferia occidentale del distretto di Wola, lungo le strade di Wolska e Górczewska. Le forze tedesche erano composte da unità della Wehrmacht e dai battaglioni della Ordnungspolizei, così come la 29. Waffen-Grenadier-Division der SS (russische Nr. 1) e la 36. Waffen-Grenadier-Division der SS, Strafbataillon delle Waffen SS guidato da Oskar Dirlewanger. Lo storico britannico Martin Windrow ha descritto l'unità di Oskar Dirlewanger come una "terrificante accozzaglia" di "tagliagole, [stranieri] rinnegati, sadici idioti e balordi rigettati dalle altre unità".

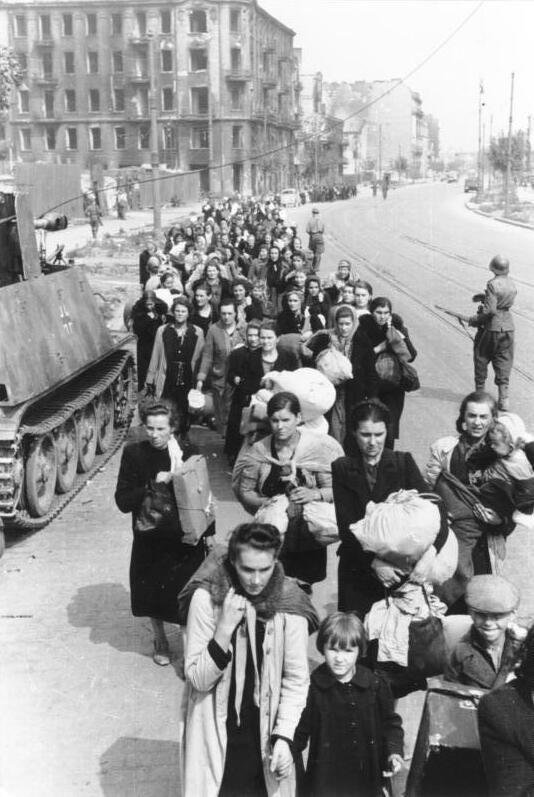
Una colonna di donne polacche con bambini guidate dalle truppe tedesche nelle strade di Wolska agli albori dell'agosto del 1944

Poco dopo l'inizio della loro avanzata verso il centro di Varsavia, i due gruppi di battaglia principali - Kampfgruppe "Rohr" (guidato da Günter Rohr) e il Kampfgruppe "Reinefarth" (guidato da Heinz Reinefarth) - vennero fermati dal fuoco pesante dei combattenti della resistenza polacca. Incapaci di procedere, alcune truppe tedesche iniziarono ad andare di casa in casa per eseguire gli ordini di sparare a tutti gli abitanti. Molti civili vennero uccisi sul posto, ma alcuni furono uccisi dopo torture e violenze sessuali. Le stime variano, ma lo stesso Reinefarth ipotizzò che nel solo distretto di Wola vennero uccisi fino a 10.000 civili il 5 agosto, il primo giorno dell'operazione. La maggior parte delle vittime erano persone anziane, donne e bambini.

La maggior parte di queste atrocità sono state commesse da truppe sotto il comando di Oskar Dirlewanger e Bronislav Kaminski. Il ricercatore storico Martin Gilbert dell'Università di Oxford, ha scritto:

"Più di quindicimila civili polacchi sono stati assassinati dalle truppe tedesche a Varsavia. Alle 5:30 di quella sera [5 agosto], il generale Erich von dem Bach diede l'ordine di fermare le esecuzioni di donne e bambini. Ma l'uccisione continuò per tutti gli uomini polacchi che erano stati catturati, senza che nessuno si prendesse la briga di scoprire se erano insorti o meno. Né i cosacchi né i criminali nelle brigate di Kaminski e Dirlewanger prestarono attenzione all'ordine di von dem Bach Zelewski: per stupro, omicidio, tortura e appiccando incendi, si fecero strada attraverso i sobborghi di Wola e Ochota, uccidendo in tre giorni di massacri altri trentamila civili, inclusi centinaia di pazienti in ciascuno degli ospedali che trovarono nel loro percorso."

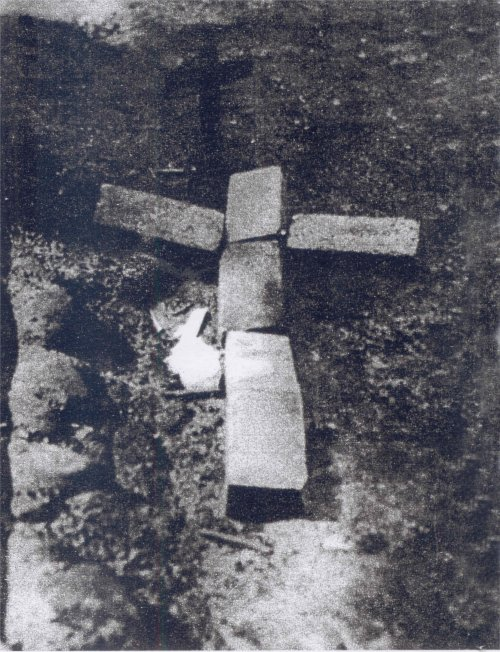
Ceneri di 4.000 vittime del massacro di Wola uccise, sepolte e commemorate con una croce provvisoria

Il 5 agosto, il battaglione Zośka della resistenza polacca era riuscito a liberare il campo di concentramento di Gęsiówka e ad assumere il controllo dell'area circostante strategicamente importante dell'ex Ghetto di Varsavia con l'aiuto di due carri armati Panther catturati ai tedeschi ed appartenenti ad un'unità comandata da Wacław Micuta. Nei giorni successivi di lotta questa zona divenne uno dei principali punti di collegamento tra Wola e il centro storico di Varsavia, consentendo agli insorti e ai civili di ritirarsi gradualmente da Wola dinanzi alla superiorità militare delle forze tedesche che erano state schierate contro di loro.
Il 7 agosto, le forze di terra tedesche furono ulteriormente rafforzate. Per migliorare la loro efficacia, i tedeschi iniziarono a usare i civili come scudi umani quando si avvicinavano alle postazioni detenute dalla resistenza polacca. Queste tattiche combinate con la loro superiorità numerica e la loro potenza militare li aiutarono a combattere fino a Bankowy Square nella parte settentrionale del centro di Varsavia e a dividere a metà il distretto di Wola.
Le truppe tedesche bruciarono due ospedali locali con alcuni pazienti ancora all'interno. Centinaia di altri pazienti e personale furono uccisi da colpi di arma da fuoco indiscriminati e lanci di granate o selezionati e portati via per essere condannati a morte. Il maggior numero di omicidi avvenne sul terrapieno della ferrovia in via Górczewska e in due grandi fabbriche in via Wolska - la fabbrica Ursus in via Wolska 55 e la fabbrica Franaszka in via Wolska 41/45 - così come nella fabbrica Pfeiffer al civico 57/59 di via Okopowa. In ognuna di queste quattro località, migliaia di persone furono sistematicamente giustiziate in massa, essendo state precedentemente rastrellate in altri luoghi e portate lì in gruppi.
Tra l'8 e il 23 agosto le SS formarono gruppi di uomini del distretto di Wola nel cosiddetto Verbrennungskommando ("distaccamento dei bruciatori"), che furono costretti a nascondere le prove del massacro bruciando i corpi e le case delle vittime. La maggior parte degli uomini impiegati in detto distaccamento, verranno poi uccisi.
Il 12 agosto fu dato l'ordine di fermare l'uccisione indiscriminata di civili polacchi a Wola. Erich von dem Bach emise una nuova direttiva in cui si affermava che i civili catturati dovevano essere evacuati dalla città e deportati nei campi di concentramento o nei campi di lavoro di Arbeitslager.

## Conseguenze

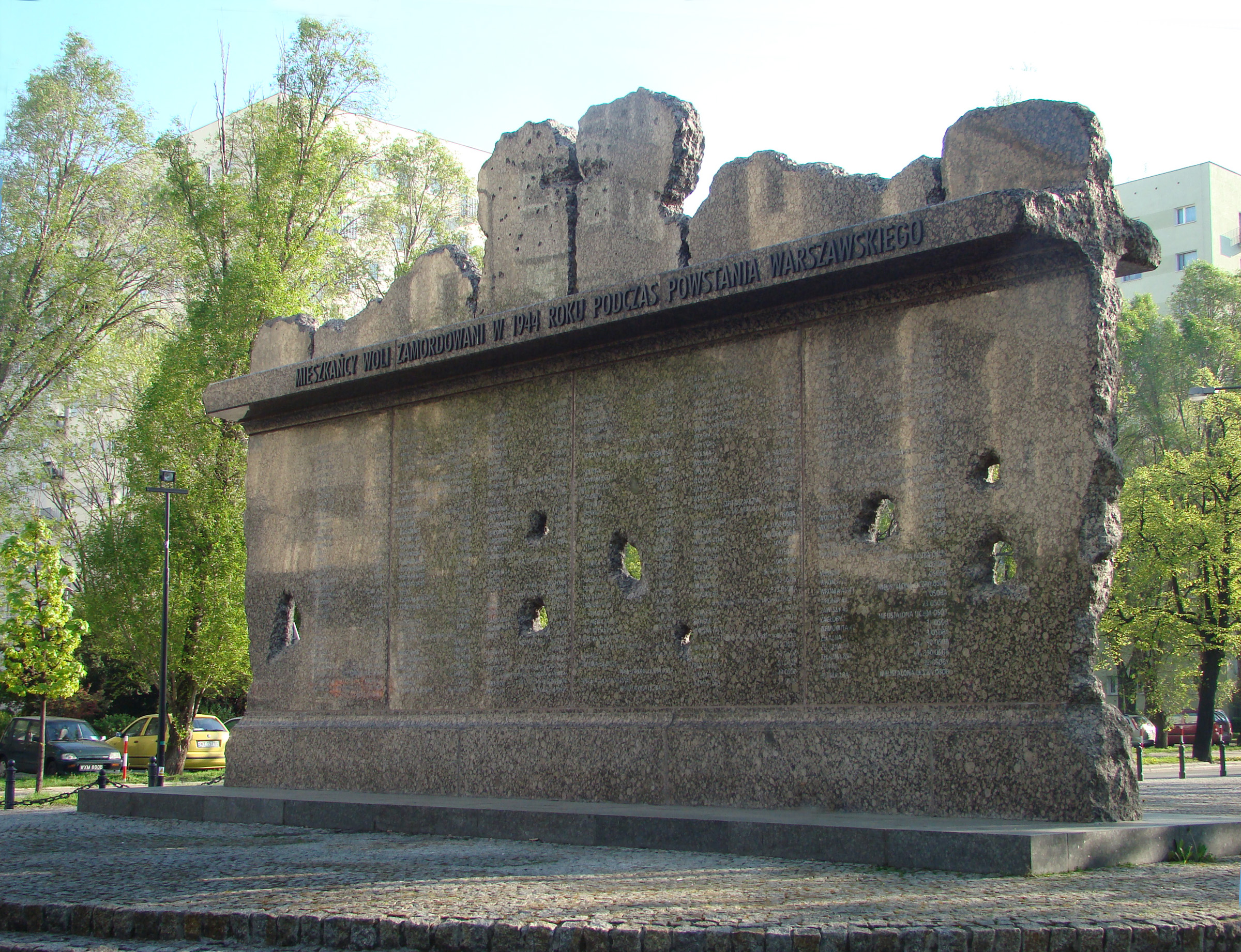
Il monumento alle vittime del massacro di Wola, che mostra un elenco di siti di esecuzione in tutto Wola e stime del numero di vittime in ciascun sito

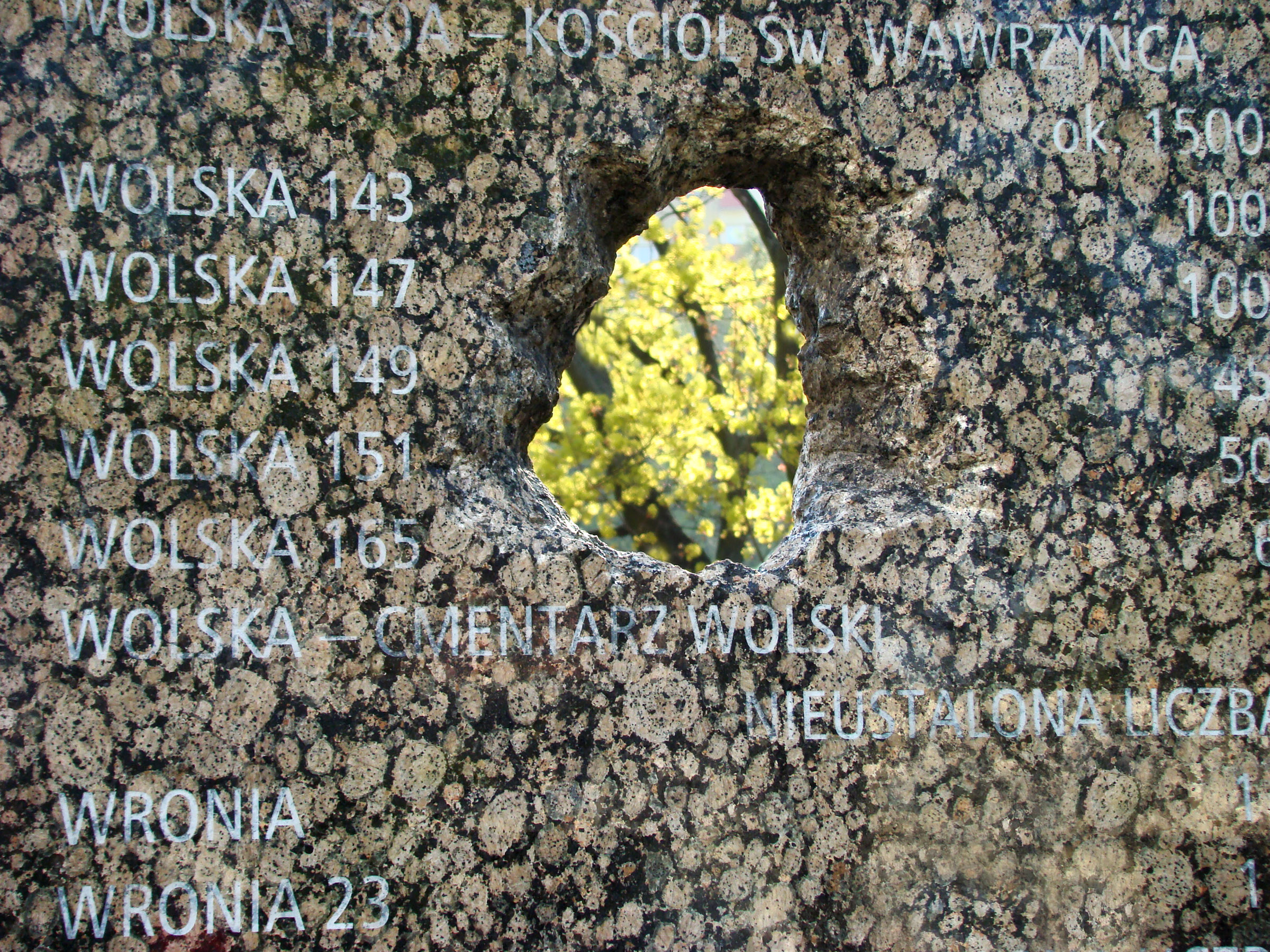
Un primo piano di un dettaglio del Monumento alle vittime del massacro di Wola che elenca alcuni dei siti di esecuzione di via Wolska

Nessuno appartenente alle forze tedesche che hanno preso parte alle atrocità commesse durante la Rivolta di Varsavia è stato mai processato dopo la fine della Seconda Guerra Mondiale. I principali colpevoli del massacro di Wola e di simili massacri nel vicino distretto di Ochota furono Heinz Reinefarth e Oskar Dirlewanger. Dirlewanger, che presiedette e partecipò personalmente a molti dei peggiori atti di violenza, fu arrestato il 1 giugno 1945 dalle truppe d'occupazione francesi mentre si nascondeva sotto falso nome vicino alla città di Altshausen, nell'Alta Svevia. Morì il 7 giugno 1945 in un campo di prigionia francese ad Altshausen, probabilmente a causa di maltrattamenti da parte delle sue guardie polacche. Nel 1945, Reinefarth fu preso in custodia dalle autorità britanniche e americane ma non fu mai processato per le sue azioni a Varsavia, nonostante le richieste polacche per la sua estradizione. Dopo che un tribunale della Germania Ovest lo ha rilasciato adducendo una mancanza di prove, Reinefarth ha avuto una carriera post-bellica di successo come avvocato, diventando sindaco di Westerland e membro del parlamento del Landtag dello Schleswig-Holstein. Il governo della Germania Ovest gli conferì anche una pensione prima che morisse nel 1979.
Nel maggio 2008, un elenco di diversi ex membri delle SS agli ordini di Dirlewanger che erano ancora vive è stato compilato e pubblicato dal Museo della Rivolta di Varsavia.